# ماگنوس چهارم
ماگنوس چهارم سوئد (انگلیسی: Magnus IV of Sweden؛ آوریل or مه ۱۳۱۶ – ۱ دسامبر ۱۳۷۴ (aged 58)) یک پادشاه نروژ اهل سوئد بود.